# 1252 Celestia
Az 1252 Celestia (ideiglenes jelöléssel 1933 DG) a Naprendszer kisbolygóövében található aszteroida. Fred Lawrence Whipple fedezte fel 1933. február 19-én.